# Moravskoostravský hrad
Moravskoostravský hrad se nacházel v Ostravě, v městském obvodu Moravská Ostrava a Přívoz, v dříve samostatném městě Moravská Ostrava, na západě městských hradeb.

## Historie
Díky archeologickému výzkumu se podařilo zjistit, že Moravská Ostrava vznikla již v 10. století. První písemná zmínka, která hovoří o Moravské Ostravě jako o městě, pochází ze závěti olomouckého biskupa Bruna ze Schauenburku z roku 1267. Právě jeho zásluhou došlo k povýšení na město a také ke kolonizaci zdejšího kraje. Jako sídlo správy biskupského majetku na severní Moravě byla zvolena právě Moravská Ostrava. V souvislosti s tímto krokem a také se založením samostatného moravskoostravského panství došlo patrně ve 2. polovině 14. století k vybudování hradu. Až do čtvrtiny 14. století tvořila státní hranici řeka Ostravice, takže pokud by hrad vznikl v této době, stál by pravděpodobně na východní straně městského opevnění. První písemná zmínka o hradě pochází z roku 1396, kdy je zde jako purkrabí zmiňován Mikuláš Neubecke. Další zmínka pochází z roku 1446, v roce 1466 je uváděn jako propugnaculum. Posledním známým biskupským hejtmanem je Laurin z Chřenovic, který panství spravoval v letech 1484–1491.
Roku 1538 už hrad nestál. Tehdy totiž biskup Stanislav I. Thurzo daroval hukvaldskému úředníku Kryštofu Foglarovi ze Studené Vody dům, který stával na jeho místě. Vypadá to, že hrad byl opuštěn někdy na přelomu 15. a 16. století. Následně buď zanikl, nebo byl přestavěn. V roce 1585 je zde zmiňován hřbitov. V letech 1729–1740 zde byla vystavěna také kaple sv. Lukáše, zbořená roku 1894. Dnes na tomto místě stojí obchodní dům Rozvoj.